# Dolichocephala cavaticum
Dolichocephala cavaticum är en tvåvingeart som beskrevs av Becker 1889. Dolichocephala cavaticum ingår i släktet Dolichocephala och familjen dansflugor. Inga underarter finns listade i Catalogue of Life.